# Горбунов, Тимофей Сазонович
Тимофе́й Сазо́нович Горбуно́в (6 августа 1904, Витебская область — 8 октября 1969) — советский партийный и государственный деятель, историк, академик АН БССР (1959).

## Биография
Окончил БГУ (1936), Академию общественных наук при ЦК ВКП (б) в 1948 г. В 1919—1924 гг. работал на лесопилке, льнопрядильной фабрике «Двина» в Витебске. С 1937 г. главный редактор Государственного издательства БССР, с 1939 года — редактор газеты «Звязда». В 1941—1947 гг. и 1950—1960 гг. — секретарь ЦК КПБ. В Великую Отечественную войну на политработе в Красной Армии, один из организаторов партизанского движения на Беларуси. В 1942—1945 гг. Т. С. Горбунов — редактор журнала «Славяне», в 1949—1950 гг. — заместитель председателя правления Всесоюзного общества по распространению политических и научных знаний, редактор журнала «Наука и жизнь». В 1960-67 гг. — академик-секретарь общественных наук АН БССР.
Основные труды по истории: «Освобожденная Западная Беларусь» (1940), «Героическое прошлое белорусского народа» (1945), «Образование БССР» (1949) и др. Депутат Верховного Совета СССР в 1946—1962 гг., Верховного Совета БССР в 1947—1967 гг. В 1955—1963 гг. — председатель Верховного Совета БССР.
Похоронен на Восточном кладбище Минска.

## Награды
- орден Ленина (15.8.1944)[2]
- орден Трудового Красного Знамени (21.08.1954)
- другие ордена
- медали